# Top Gear GT Championship
Top Gear GT Championship, conocido en Japón como Zen Nihon GT Senshuken (全日本GT選手権?  lit. "All-Japan GT Championship"), es un videojuego de carreras desarrollado y publicado por Kemco para la Game Boy Advance y lanzado en 2001. El juego fue un título de lanzamiento en Japón y Europa para la Game Boy Advance, y fue el primer juego en la serie Top Gear para Game Boy Advance.

## Jugabilidad
El juego cuenta con dos modos de juego principales: carrera rápida y campeonato. En la carrera rápida, los jugadores pueden solos, contra otro jugador humano o crear recorridos personalizados para el juego. Esto se divide a su vez en juegos versus contra la computadora y ataque de tiempo. El juego también se puede conectar a través de teléfonos móviles para verificar clasificaciones globales, ingresar entradas de clasificación local y descargar fantasmas y nuevas pistas.
En el modo de campeonato, los jugadores deben completar los cursos en un orden fijo mientras se mantiene una clasificación. Los autos se muestran desde una perspectiva en tercera persona y hay diferentes corredores controlados por IA para vencer. Antes de las carreras, los jugadores pueden hacer carreras libres, calificar y eventualmente comenzar la carrera o afinar aún más el auto. Hay dos tipos de clima, soleado y lluvioso, que afectan el manejo de los autos.
Hay diferentes autos y recorridos para elegir, con amplias opciones de ajuste basadas en la relación de transmisión, la dirección, los frenos, los neumáticos, la configuración aerodinámica y el handicap de altura. También hay tres niveles de dificultad.

## Recepción
El juego recibió críticas "mixtas" de acuerdo con el sitio web de agregación de revisión GameRankings.